# Леля
Леля (Ляля) е митично същество, за чието съществуване се съди по припевите на някои сватбарски народни песни, главно руски. Покровителства рождението. Подбужда природата към плодородие, а човека — към любовни контакти и брак, възпламенявайки любовта в сърцето.
В „Синопсиса“ и „Повест за построяването на бенедиктинския манастир на Лиса планина“ Леля е описана като една от двете богини Рожденици. В руски шевици е представена в обкръжение на Мокош. Култът към Леля и Лада подробно е анализиран от академик Борис Рибаков в книгата му „Язычество древних славян“.